# هيلموت فريتز
هيلموت فريتز (بالفرنسية: Éric Greff)‏ هو مغني فرنسي، ولد في 1975 في فورباخ في فرنسا.

## وصلات خارجية
- هيلموت فريتز على موقع IMDb (الإنجليزية)
- هيلموت فريتز على موقع ميوزك برينز (الإنجليزية)
- هيلموت فريتز على موقع ميوزك برينز (الإنجليزية)
- هيلموت فريتز على موقع ديسكوغز (الإنجليزية)